# Gubernatorzy generalni Tuvalu
Generalny gubernator Tuvalu – reprezentant króla Karola III, formalnej głowy państwa. Zakres jego uprawnień jest w praktyce stosunkowo niewielki, większość władzy skupia się bowiem w rękach premiera państwa.

## Lista gubernatorów generalnych
| #  | Portret | Imię i nazwisko                           | Objął urząd         | Opuścił urząd       | Suweren     |
| -- | ------- | ----------------------------------------- | ------------------- | ------------------- | ----------- |
| 1  |         | Fiatau Penitala Teo                       | 1 października 1978 | 1 marca 1986        | Elżbieta II |
| 2  |         | Tupua Leupena                             | 1 marca 1986        | 1 października 1990 | Elżbieta II |
| 3  |         | Toaripi Lauti                             | 1 października 1990 | 1 grudnia 1993      | Elżbieta II |
| 4  |         | Tomu Sione                                | 1 grudnia 1993      | 21 czerwca 1994     | Elżbieta II |
| 5  |         | Tulaga Manuella                           | 21 czerwca 1994     | 26 czerwca 1988     | Elżbieta II |
| 6  |         | Tomasi Puapua                             | 26 czerwca 1988     | 9 września 2003     | Elżbieta II |
| 7  |         | Faimalaga Luka                            | 9 września 2003     | 15 kwietnia 2005    | Elżbieta II |
| 8  |         | Filoimea Telito                           | 15 kwietnia 2005    | 19 marca 2010       | Elżbieta II |
| –  |         | Kamuta Latasi pełniący obowiązki          | 19 marca 2010       | 16 kwietnia 2010    | Elżbieta II |
| 9  |         | Iakoba Italeli                            | 16 kwietnia 2010    | 1 sierpnia 2019     | Elżbieta II |
| –  |         | Teniku Talesi Honolulu pełniąca obowiązki | 22 sierpnia 2019    | styczeń 2021        | Elżbieta II |
| –  |         | Samuelu Teo pełniący obowiązki            | styczeń 2021        | 28 września 2021    | Elżbieta II |
| 10 |         | Tofiga Vaevalu Falani                     | 28 września 2021    | nadal               | Karol III   |